# 밤편지
《김이나의 밤편지》는 대한민국의 방송사 문화방송의 라디오 채널 MBC 표준FM에서 평일은 밤 12시 5분부터 새벽 1시까지, 주말은 밤 12시부터 새벽 1시까지 방송된 라디오 프로그램이다. DJ는 작사가 김이나였다. 2019년 4월 1일부터 2020년 5월 10일까지 1년간 방송했다.

## 코너

### 매일 코너
- 사연과 신청곡

### 요일별 코너
- 월요일 : 영업합니다
- 화요일 : 뮤직에세이, 노래 속 책갈피
- 수요일 : 뮤직에세이, 노래 속 책갈피
- 목요일 : 극한 연애
- 금요일 : 전지적 작사 시점, 전지적 불나방 시점
- 토요일 : SoSo썰_의뢰 사연, SoSo썰_한줄 의견
- 일요일 : 북 트래블러